# براشفایر رکوردز
براشفایر رکوردز (انگلیسی: Brushfire Records) شرکت نشر موسیقی آمریکایی است، که در سال ۲۰۰۲ توسط جک جانسون تأسیس شد.